# Georges Canetti
Pour les articles homonymes, voir Canetti.
Georges Canetti, né en 10 janvier 1911 à Roussé en Bulgarie et mort le 27 août 1971 à Vence, est un médecin chercheur et biologiste bulgare, naturalisé français en 1933.
Il consacre sa vie à l’étude de la tuberculose. Il est notamment l’un des pionniers des traitements consistant à associer plusieurs antibiotiques (les bithérapies puis les trithérapies). Il met au point une méthode d’antibiogramme qui est toujours utilisée, et découvre une mycobactérie rare qui porte aujourd’hui son nom : Mycobacterium canetti.
Il est le frère d'Elias Canetti (1905-1994), écrivain d'expression allemande et prix Nobel de littérature en 1981, et de Jacques Canetti (1909-1997), célèbre directeur artistique de la chanson française.

## Biographie
Les parents, qui parlent allemand entre eux, s'adressent à leurs enfants en judéo-espagnol. En 1911, la famille Canetti s'établit en Angleterre. En 1913, après le décès du père, la famille se fixe à Vienne.
De 1921 à 1926, Georges effectue ses études secondaires à Francfort-sur-le-Main (en Allemagne), puis à Vienne. En 1927-1928, il poursuit ses études secondaires à Paris, au lycée Carnot, puis au lycée Janson-de-Sailly, et passe son baccalauréat. Il rejoint alors son frère Elias à Vienne en 1928-1929, et donne des cours de français à la Kunstgewerbeschule (École des arts appliqués).
En 1929-1931, Georges Canetti entame à la faculté de médecine de l'université de Vienne des études de médecine, qu'il poursuit à la faculté de médecine de Paris (1931-1936). Il est naturalisé français en 1933. En 1934, victime d'une tuberculose pulmonaire, il est admis au Sanatorium des étudiants de France, à Saint-Hilaire-du-Touvet, où il se lie d'amitié avec les médecins Daniel Douady et René Cohen.

### Ses débuts à l'Institut Pasteur
En 1936, il suit le cours de microbiologie à l'Institut Pasteur, où il entre en 1937 comme travailleur bénévole au laboratoire de la tuberculose. Sa mère meurt alors de cette maladie. Entre 1937 et 1944, il devient chef du laboratoire d'anatomie pathologique, à l'hôpital Cochin à Paris. Il s'attache alors à l'étude de ce qu'il appelle la préhistoire de la phtisie (période qui sépare la primo-infection tuberculeuse chez l'enfant de l'éclosion de la maladie chez l'adulte). En 1938-1939, il poursuit ses recherches à l'Institut Pasteur comme boursier de la Fondation Roux, et soutient sa thèse de doctorat en médecine sur Les réinfections tuberculeuses latentes du poumon en 1939.
Bien que réformé définitif en 1936, il obtient d'être mobilisé comme médecin auxiliaire (1939-1940) : il est affecté au centre de transfusion sanguine de l'hôpital militaire du Val-de-Grâce. Il est lauréat du prix Péan de l'Académie nationale de médecine en 1940. Il se lie d'amitié avec Roland Barthes, alors soigné au Sanatorium de Saint-Hilaire-du-Touvet (1941-1942). Entre 1944 et 1947, il fait une rechute de tuberculose pulmonaire : il retourne en sanatorium et subit plusieurs opérations du poumon. Il est par ailleurs élu membre titulaire de la Société d'études scientifiques sur la tuberculose.
En 1946, il publie : Le bacille de Koch dans la lésion tuberculeuse du poumon et L'allergie tuberculeuse chez l'homme.
Il est lauréat du prix Ricaux (tuberculose) de l'Académie nationale de médecine en 1947.
Il est conseiller médical du film de Maurice Cloche Docteur Laennec (1948-1949).
À l'occasion de l'édition des ouvrages de son frère Elias Canetti en France, Georges représente les intérêts de l'écrivain.
En 1954, il est nommé chef de laboratoire à l'Institut Pasteur, et il publie la même année Primo-infection et réinfection dans la tuberculose pulmonaire. Il étudie en parallèle l'histoire des lésions tuberculeuses et l'histoire des populations bacillaires sous l'influence de la chimiothérapie. Il étudie chez la souris diverses méthodes de traitements antituberculeux.

### Renommée internationale
De 1954 à 1969, il participe comme rapporteur à de nombreux congrès internationaux contre la tuberculose (Madrid en 1954, Istanbul en 1959, Munich en 1965, New York en 1969). Il participe à l'enseignement d'épidémiologie de la tuberculose organisé par l'Organisation mondiale de la santé (Rome, Prague et Tokyo), et est nommé en 1958 expert à l'OMS (Genève). L'année suivante il est fait chevalier de la Légion d'honneur. En 1960, il entre au bureau du Comité national de défense contre la tuberculose (CNDT).
En 1962, il crée avec Jean R. Thibier le Centre français d'études sur la résistance primaire en tuberculose, dont il devient le directeur. Il a de nombreux échanges scientifiques relatifs aux traitements antituberculeux avec les médecins des sanatoriums populaires de Paris au centre médical de Bligny, notamment avec son directeur Robert Parrot. En 1964, il est nommé chef du Service d'épidémiologie et de prophylaxie expérimentale de la tuberculose à l'Institut Pasteur, puis y est nommé professeur.

### Pionnier des polythérapies
C'est en 1969 que Georges Canetti propose de réduire la durée du traitement antituberculeux - alors de 18 mois - à 6 mois, grâce à l'association des antibiotiques Rifampicine et Isoniazide, lorsque la souche est sensible : il est alors l'un des pionniers de la bithérapie, puis de la trithérapie.
Cette même année 1969, il est promu Secrétaire général adjoint de l'Union internationale contre la tuberculose. L'année suivante, il est élu vice-président du Conseil d'administration de l'Institut Pasteur, et en 1971 il succède à Et. Bernard au poste de secrétaire général de l'Union internationale contre la tuberculose.
Il meurt le 27 août 1971 à Vence et est inhumé au cimetière du Père-Lachaise (94e division).
Le Prix Georges, Jacques et Elias Canetti, fruit de la donation des correspondances des trois frères à l’Institut Pasteur, est un hommage particulier à Georges Canetti. Remis depuis 2006, ce prix soutient les travaux d’un chercheur portant sur les maladies infectieuses, notamment la tuberculose.

## Décoration
- Chevalier de la Légion d'honneur (1959)

## Hommages
Le livre de souvenirs d'enfance de son frère Élias (Histoire d'une jeunesse, 1977) lui est dédié (À Georges Canetti, 1911-1971).